# Il miglior giudice è il re
Il miglior giudice è il re (El mejor alcalde el Rey) è una commedia drammatica in tre atti in versi di Lope de Vega scritta presumibilmente tra il 1620 ed il 1623 ma pubblicata postuma nel 1635 con una dedica di Feliciana, figlia del drammaturgo.

## Trama
L'azione si svolge in Galizia nell'XI secolo, sotto il regno di Alfonso VII di León.
Sancio de Roera, un contadino, è fidanzato con la giovane e bella Elvira. Il padre di questa va a chiedere il permesso per le nozze al signorotto locale, don Tello de Neira: ma il nobile si è invaghito della fanciulla, e decide di farla sua. Perciò non solo non dà il suo consenso alle nozze, ma addirittura fa rapire la ragazza. Il promesso sposo si ribella alla prepotenza, e accompagnato da Pelayo, un amico, si rivolge allo stesso re Alfonso VII di León, che acconsente alle sue richieste. Sancio ottiene così l'ordine scritto di restituzione della sposa. Ma questo non ferma don Tello: costui si rifiuta di obbedire, trascina Elvira in un bosco e la violenta. A quel punto interviene il re in persona a ristabilire l'ordine: in veste di giudice ordina a Don Tello di sposare Elvira, che diventa erede del suo patrimonio, e poi lo condanna a morte. I due promessi sposi possono così convolare a giuste nozze.